# 다빈 (1993년)
다빈(1993년 ~)은 대한민국의 가수다. 2015년 싱글 《Baby Boy》로 데뷔했다.

## 방송
- 슈퍼스타K4 (2012)
- 가스펠스타C 3 (2013) - Top10
- 히든싱어 5 (2018) - 박미경 편 6위

## 음반
- 가스펠스타C 시즌3 (2013)
- Baby Boy (Digital Single) (2015)
- 프렌드쉽 (2017)
- 시간아 부탁해 (2018)
- 이리와 안아줘 OST Part.6 (2018)
- 이리와 안아줘 OST (2018)
- In heaven (2021)

## 기타
- MC성균 - 그랬구나 (2013) 피처링
- MC성균 - 그랬구나 Part 2 (2014) 피처링
- 최준 - 손을 들어 (2015) 보컬